# Güler Duman
Güler Duman, född 30 juni 1967 i Istanbul, turkisk folkmusikartist, låtskrivare, kompositör, programledare och musiklärare.
Han blev en av de framgångsrika artisterna inom turkisk folkmusik med de album han släppt ofta sedan början av 1980-talet. Han kommer ursprungligen från Erzurum. Hans första album, släppt 1980 under namnet Dost Garip, sålde 1 miljon 800 tusen enheter. Han släppte soloalbum under hela 1980-talet. Projektet fanns också med i album. 1987 började han på röstutbildningsavdelningen vid Istanbul Technical University Turkish Music State Conservatory. Han tog examen 1992. 2008 valdes han ut som kulturambassadör av det tyska kulturministeriet. Han gav också seminarier om turkisk folkmusik, turkiska rytmer och världsrytmer i många länder i världen. 1995 öppnade han en musikskola i Hannover, Tyskland, och gav utbildning till tusentals studenter, vilket ledde Tyskland och många europeiska länder i detta avseende. Güler Duman, en av 1990-talets mest sålda folkmusikartister, sjöng verk av olika artister såväl som sina egna verk i sina album.

## Diskografi
- Dost Garip (1980)
- O Leyli Leyli (1982)
- Seher Yeli (1984)
- Mevlayı Seversen (1985)
- Misafir Geldim (1987)
- Nazlı Yara Küskünüm (1987)
- Kulluk Benim Olsun Sultanlık Senin (1988)
- Ya Dost (1988)
- Buldular Beni (1990)
- Duygu Pınarı (Vezrana) (1991)
- Gül Yüzlü Sevdiğim (1992)
- Dost Dost Diye (1993)
- Güler Duman '94 (1994)
- Bu Devran (1995)
- Öl Deseydin Ölmez miydim? (1997)
- Yolcuyum Bu Dağlarda (2002)
- Türküler Dile Geldi (2009)
- Yüreğimden Yüreğinize (2012)
- Yüreğimden Yüreğinize Sazım (2017)

## TV-program
- Güler Duman ile Telden Dile (2006)
- Türkülerin Güler Yüzü (2008)
- Türküler Dile Geldi (2013-2014)